# Showtime, Storytime
Showtime, Storytime — концертний альбом, Blu-ray, DVD та CD фінського симфо-пауер метал гурту Nightwish, випущений в кінці 2013 року. DVD був записаний із новими учасниками гурту: вокалісткою Флор Янсен та Троєм Доноклі, що грав на волинці та флейті. «Showtime, Storytime» містить концертне відео з фестивалю Wacken Open Air, 3 серпня 2013 року. Це перший DVD з участю Флор Янсен, що замінила Анетт Ользон (Анетт залишила гурт у 2012-му році). Також на DVD присутній Трой Доноклі, котрий як і Флор із 9 листопада 2013 є постійним учасником гурту, а не сесійним музикантом. Тривалість концерту — 1 година 38 хвилин.
Альбом також містить 120-хвилинний документальний фільм про перші дні Флор в гурті, та її процес адаптації до гурту, названий «Будь-ласка вивчи сет-ліст за 48 годин» (англ. «Please learn setlist in 48 hour»).

## Список композицій

### Диск 1
|     | Назва                   | Автор                             | Альбом оригіналу  | Тривалість |
| --- | ----------------------- | --------------------------------- | ----------------- | ---------- |
| 1.  | «Dark Chest of Wonders» | Туомас Голопайнен                 | Once              | 4:33       |
| 2.  | «Wish I had an Angel»   | Туомас Голопайнен                 | Once              | 4:49       |
| 3.  | «She is My Sin»         | Туомас Голопайнен                 | Wishmaster        | 4:55       |
| 4.  | «Ghost River»           | Туомас Голопайнен                 | Imaginaerum       | 6:05       |
| 5.  | «Ever Dream»            | Туомас Голопайнен                 | Century Child     | 5:21       |
| 6.  | «Storytime»             | Туомас Голопайнен                 | Imaginaerum       | 5:38       |
| 7.  | «I Want My Tears Back»  | Туомас Голопайнен                 | Imaginaerum       | 6:44       |
| 8.  | «Nemo»                  | Туомас Голопайнен                 | Once              | 4:45       |
| 9.  | «Last of the Wilds»     | Туомас Голопайнен                 | Dark Passion Play | 6:32       |
| 10. | «Bless the Child»       | Туомас Голопайнен                 | Century Child     | 7:06       |
| 11. | «Romanticide»           | Туомас Голопайнен / Марко Хієтала | Once              | 5:40       |
| 12. | «Amaranth»              | Туомас Голопайнен                 | Dark Passion Play | 4:26       |
| 13. | «Ghost Love Score»      | Туомас Голопайнен                 | Once              | 10:31      |
| 14. | «Song of Myself»        | Туомас Голопайнен                 | Imaginaerum       | 7:53       |
| 15. | «Last Ride of the Day»  | Туомас Голопайнен                 | Imaginaerum       | 4:34       |
| 16. | «Outro: Imaginaerum»    | Туомас Голопайнен                 | Imaginaerum       | 6:16       |

Бонус:
|     | Назва                                     | Автор             | Тривалість |
| --- | ----------------------------------------- | ----------------- | ---------- |
| 17. | I Want My Tears Back (Live From Helsinki) | Туомас Голопайнен | 5:27       |
| 18. | Ghost Love Score (Live From Buenos Aires) | Туомас Голопайнен | 11:00      |

### Диск 2
|    | Назва                                                       | Тривалість |
| -- | ----------------------------------------------------------- | ---------- |
| 1. | Please Learn The Setlist In 48 Hours (документальний фільм) | 2:00:11    |
| 2. | Nightwish Table Hockey Tournament (бонус)                   | 16:33      |
| 3. | Christmas Song For A Lonely Documentarist (бонус-трек)      | 3:39       |

## Учасники запису
- Флор Янсен — вокал
- Туомас Голопайнен — клавішні
- Емппу Вуорінен — гітара
- Марко Гієтала — бас-гітара, вокал на треках 2, 4, 5, 7, 11, 12, 14 та 15
- Юкка Невалайнен — ударні
- Трой Доноклі — волинка, флейта

## Позиції в чартах
| DVD чарти (2013)                   | Позиція |
| ---------------------------------- | ------- |
| Belgian Music DVD Chart (Flanders) | 15      |
| Belgian Music DVD Chart (Wallonia) | 6       |
| Dutch Music DVD Chart              | 14      |
| Finnish Music DVD Chart            | 1       |
| French Music DVD Chart             | 2       |
| German Music DVD Chart             | 1       |
| Swedish Music DVD Chart            | 2       |

| Альбомні чарти (2013)           | Позиція |
| ------------------------------- | ------- |
| Belgian Albums Chart (Flanders) | 184     |
| Belgian Albums Chart (Wallonia) | 158     |
| Finnish Albums Chart            | 40      |
| German Albums Chart             | 6       |
| Korean Albums Chart             | 49      |
| Swiss Albums Chart              | 52      |
| UK Albums Chart                 | 126     |
| UK Indie Albums Chart           | 13      |
| UK Rock Albums Chart            | 5       |